# Sheldon
Sheldon statisztikai település az USA Texas államában, Harris megyében. Lakosainak száma 2361 fő (2020. április 1.).

## Népesség
A település népességének változása:

| 2010 | 1 990 |
| 2020 | 2 361 |